# SN 2011bu
SN 2011bu – supernowa typu Ia odkryta 30 marca 2011 roku w galaktyce A122931-0730. W momencie odkrycia miała maksymalną jasność 19,80m.